# Lake Manly

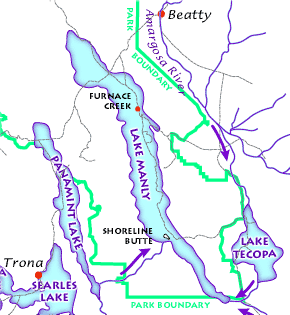
Lake Manly gegen Ende des Pleistozäns vor etwa 22.000 Jahren

Als Lake Manly wird ein prähistorischer See bezeichnet, der im Pleistozän das heutige Death Valley im US-Bundesstaat Kalifornien füllte. Zum Zeitpunkt der größten Ausdehnung vor 186.000 bis 128.000 Jahren erreichte er eine Länge von etwa 150 Kilometern und eine Tiefe von maximal 180 Metern.
Der See wurde zu Ehren von Williams L. Manly benannt, einem Teilnehmer des ersten Siedlerzuges von 1849 durch das Death Valley („Tal des Todes“), der die Region erkundete und vielen Mitgliedern der Reisegruppe das Leben rettete.
Der See trocknete noch vor Beginn des Holozäns aus, das Becken wurde seitdem im Rahmen von Klimaschwankungen mehrmals wieder teilweise gefüllt. Keiner der nachfolgenden Seen erreichte die Ausdehnung des Lake Manly. Bei der Verdunstung des Wassers fielen Mineralien aus, vor allem Salze, deren Ablagerungen heute den Talboden bedecken. Insbesondere gehen der Devil's Golf Course und Badwater auf den prähistorischen See zurück. Weitere Spuren des Sees können an den Talwänden gefunden werden: Auf der Höhe der ehemaligen Wasserspiegel sind an einigen Stellen terrassenförmige Stufen zu erkennen.

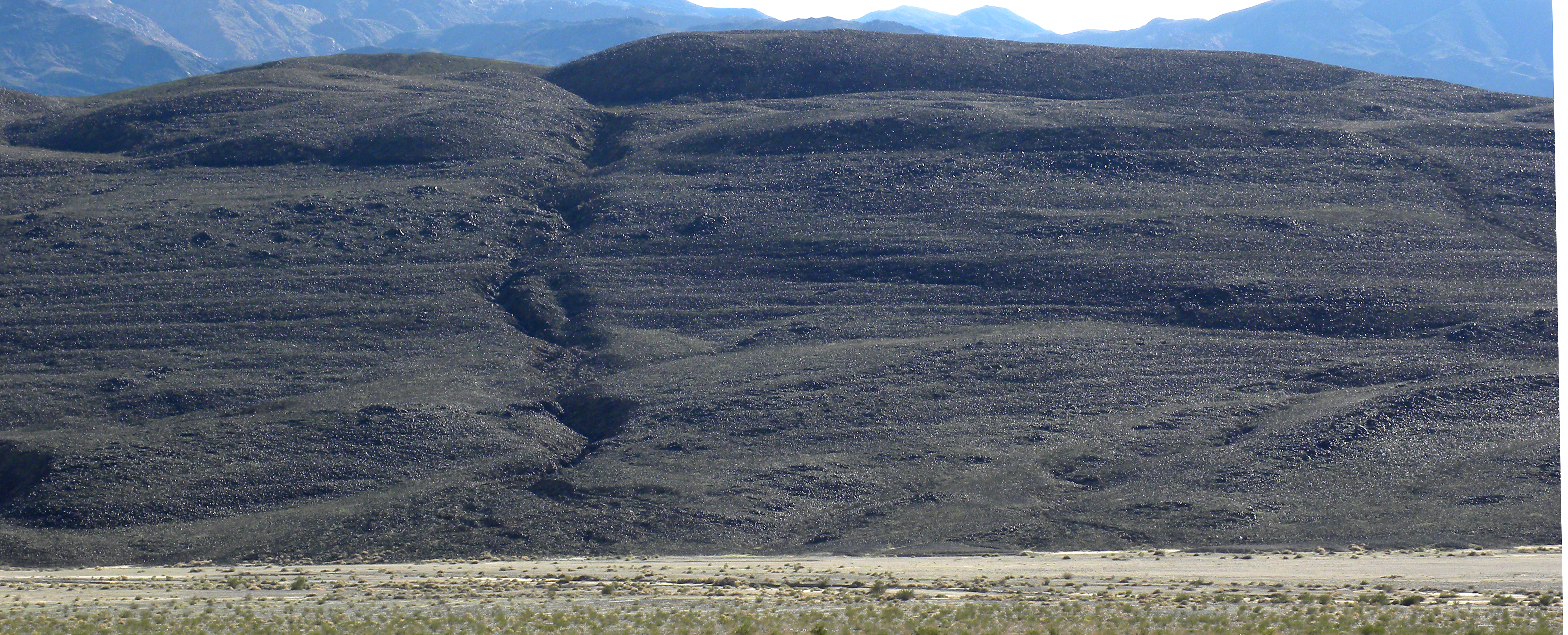
Am Shoreline Butte sind die historischen Wasserspiegel noch heute erkennbar

## Regenfälle seit 2023
Im August führte der Tropensturm Hilary zu Niederschlägen von 55 l/m2 über dem Death Valley. Dies entspricht mehr als dem Niederschlag eines ganzen Jahres. Es bildete sich ein See, der aufgrund weiterer Regenfälle im Herbst auch nicht mehr völlig verschwand. Wiederholte atmosphärische Flüsse ab Februar 2024 führten dazu, dass der Wasserspiegel dieses Sees weiter anstieg. In Anlehnung an den erdgeschichtlichen See, wird der neue See informell ebenfalls „Lake Manly“ genannt. Allerdings ist der neue See mit einer Länge von etwa zehn Kilometern, einer Breite von fünf Kilometern und einer Tiefe von 60 cm (0,5 bis maximal 1,0 m) deutlich kleiner als der ursprüngliche Lake Manly.